# Verordnung über die Vermeidung von Verpackungsabfällen
Die Verordnung über die Vermeidung von Verpackungsabfällen (VerpackVO) trat erstmals am 1. Oktober 1993 in Kraft, um dem wachsenden Abfallaufkommen in Österreich gerecht zu werden. Mit dem EU-Beitritt des Landes im Jahr 1995 erfolgte eine grundlegende Überarbeitung. Die Verordnung über die Vermeidung und Verwertung von Verpackungsabfallen und bestimmten Warenresten und die Einrichtung von Sammel- und Verwertungssystemen (VerpackVO 1996) wurde 1996 erlassen.

## Ziel
Diese zum Abfallwirtschaftsgesetz (AWG) gehörende Verordnung  regelt die Vermeidung und Verwertung von Verpackungsabfällen sowie von bestimmten Warenresten. Gleichzeitig wird darin die Rücknahmeverpflichtung von Verkaufs-, Um- und Transportverpackungen für den Gewerbebereich definiert. Die Verpflichtung besteht für Hersteller, Importeure, Abpacker und Letztverbraucher von Verpackungen.  Der Inverkehrbringer ist also verpflichtet sicherzustellen, dass die Verpackungen gesammelt und einer zulässigen Verwertung zugeführt werden.
Inverkehrbringer von Haushaltsverpackungen müssen an  einem Sammel- und Verwertungssystem teilnehmen, für gewerblich anfallende Verpackungen besteht die Möglichkeit, der Verpflichtung zur Rücknahme und Verwertung selbst nachzukommen.

## Novellen
Am 1. Oktober 2006 trat die 2. Novelle der VerpackVO in Kraft. Sie ergänzt die Verordnung von 1996 und übernimmt die verpflichtenden Änderungen der Richtlinie 2004/12/EG vom 18. Februar 2004.
Im September 2013 wurde die Novelle des Abfallwirtschaftsgesetzes (AWG) 2002 verlautbart und damit das bestehende Monopol für die Lizenzierung von Haushaltsverpackungen in Österreich gekippt. Im Zuge dessen wird die Verpackungsverordnung des Jahres 1996 am 31. Dezember 2014 außer Kraft gesetzt und die neue Verpackungsverordnung am 22. Juli 2014 erlassen. Die VerpackVO 2014 tritt in wesentlichen Teilen zum 1. Januar 2015 in Kraft. § 3 Z1 und Anhang 2 sind am Tag nach der Kundmachung in Kraft getreten.
Ab Januar 2015 ist es damit neben dem bisherigen Monopolisten Altstoff Recycling Austria AG (ARA) auch anderen Anbietern gestattet, die haushaltsnahe Erfassung von Verkaufsverpackungen durchzuführen. Ein Wechsel zwischen verschiedenen Sammel- und Verwertungssystemen ist nur am Ende eines Kalenderquartals möglich.
Damit wird dem europäischen Wettbewerbsrecht entsprochen. Mit der Einrichtung einer unabhängigen Verpackungskoordinierungsstelle soll die Kontrolle der korrekten Angabe der in Verkehr gesetzten Verpackungsmenge durch die verpflichteten Unternehmen sichergestellt werden.

## Geltungsbereich
Die VerpackVO gilt für Verpackungen und Verpackungsabfälle, die in Österreich in Verkehr gebracht wurden. Dies gilt unabhängig von der Art der Anfallstelle, also ob die Verpackungen im Haushalt oder beispielsweise im Gewerbebereich angefallen sind, sowie unabhängig von der Materialart. Als Verpflichtete gelten nunmehr auch Importeure und Eigenimporteure sowie Versandhändler mit und ohne Sitz in Österreich. Zudem gilt die Verordnung auch für in Österreich in Verkehr gesetztes Einweggeschirr und -besteck.

## Verpflichtete
Der österreichischen Verpackungsverordnung unterliegt, wer im Land
• Verpackungen oder Erzeugnisse, aus denen Verpackungen hergestellt werden, produziert (Hersteller),
• Verpackungen oder Erzeugnisse, aus denen Verpackungen hergestellt werden, oder sonstige Waren importiert (Importeur),
• Waren in Verpackungen abfüllt, abpackt, lagert o. Ä. (Abpacker),
• Verpackungen oder Erzeugnisse, aus denen unmittelbar Verpackungen hergestellt werden, Waren oder Güter in Verpackungen, unabhängig von der jeweiligen Vertriebsstufe, in Verkehr bringt (Vertreiber) oder wer
• Verpackungen, Waren oder Güter in Verpackungen zu ihrem Ge- oder Verbrauch erwirbt oder importiert (Letztverbraucher)

## Definition von Haushalts- und Gewerbeverpackungen
Die AWG-Novelle sieht eine klare Abgrenzung zwischen Haushaltsverpackungen und gewerblichen Verpackungen vor.
Haushaltsverpackungen werden nach den folgenden Kriterien definiert, die beide erfüllt werden müssen, um zu einer Einstufung als Haushaltsverpackung zu führen:

### Größe der Verpackung
- Fläche bis einschließlich 1,5m² oder
- Nennfüllvolumen bis einschließlich 5 Litern oder
- bei expandiertem Polystyrol (EPS) eine Masse bis einschließlich 0,15 kg pro Verkaufseinheit

### Art der Anfallstelle
- üblicherweise in privaten Haushalten oder
- mit Haushalten vergleichbare Anfallstellen wie Gaststätten, Hotels, Kantinen, Krankenhäuser, Bildungseinrichtungen, Arztpraxen und sonstige Kleinstunternehmen

Zusätzlich: Serviceverpackungen, Tragetaschen und Knotenbeutel; diese gelten unabhängig von ihrer Größe als Haushaltsverpackungen.
Als Gewerbeverpackungen gelten:
- Verpackungen, die nicht unter die Definition Haushaltsverpackungen fallen,
- Verpackungen aus Papier, die der Definition einer Transportverpackung im Sinne der Verordnung nach § 14 Abs. 1 entsprechen,
- Paletten, Umreifungs- und Klebebänder.

## Verwertungsquoten
Inverkehrbringer von Verpackungen bzw. die beauftragten Sammel- und Verwertungssysteme sind verpflichtet, jedes Jahr mindestens folgende Anteile der in Verkehr gesetzten Verpackungen einer stofflichen Verwertung zuzuführen:
- Papier, Karton, Pappe und Wellpappe 60 %
- Glas 60 %
- Metalle 50 %
- Kunststoffe 22,5 %
- Holz 15 %
- Getränkeverbundkarton 25 %
- Sonstige Materialverbunde 15 %

## Sammel- und Verwertungssysteme
Gemäß VerpackVO hat ein Sammel- und Verwertungssystem für Haushaltsverpackungen bzw. für gewerbliche Verpackungen die Erfassung und Verwertung dieser Verpackungen zu gewährleisten. Die Systeme sind gesetzlich verpflichtet, mit jedem Inverkehrbringer von Verpackungen einen Vertrag abzuschließen, sofern dieser es wünscht und es sachlich gerechtfertigt ist.
Für den Bereich der gewerblichen Sammlung herrscht freier Wettbewerb in Österreich. Derzeit sind sieben Sammel- und Verwertungssysteme gemeldet und am Markt tätig:
- Altstoff Recycling Austria AG (ARA)
- Austria Glas Recycling GmbH (AGR)
- Bonus Holsystem Gesellschaft m.b.H. & Co KG
- Interseroh Austria GmbH
- GUT – Galle Umwelttechnik GmbH
- Öko-Box Sammel GmbH
- Reclay UFH GmbH:

Die Reclay UFH entstand 2010 aus einer Kooperation der Reclay Group mit dem UFH Umweltforum Haushalt, einem österreichischen Anbieter für die Sammlung, Verwertung und Entsorgung von Elektroaltgeräten, Altlampen und Altbatterien. Das UFH hält 10 Prozent an der Reclay UFH GmbH. Vom zuständigen Bundesministerium für Land- und Forstwirtschaft, Umwelt und Wasserwirtschaft ist die Reclay UFH GmbH als Sammel- und Verwertungssystem für gewerblich anfallende Verpackungen genehmigt. Aufgrund des noch faktisch bestehenden Monopols im Bereich Haushaltsverpackungen darf die Reclay UFH derzeit nur im Bereich Gewerbeverpackungen aktiv tätig sein. Dort übernimmt sie als behördlich genehmigtes Sammel- und Verwertungssystem für Unternehmen die Rücknahme- und Verwertungsverpflichtung gemäß der Verpackungsverordnung. Die Reclay UFH GmbH wird ab dem 1. Januar 2015 neben der Sammlung gewerblicher Verpackungen auch die Lizenzierung von Haushaltsverpackungen durchführen.

## Finanzierung
Die Finanzierung des Systems erfolgt durch den Inverkehrbringer von Verpackungen und wird über ein Lizenzentgelt geregelt. Er ist laut VerpackVO verpflichtet, dem angeschlossenen Sammel- und Verwertungssystem regelmäßig die Mengen an in Verkehr gesetzten Verpackungen zu melden und für deren Rücknahme entsprechend zu bezahlen.